# Wassili Iwanowitsch Komarow

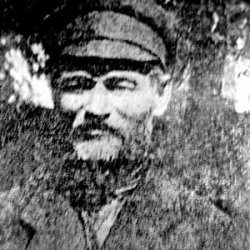
Komarow

Wassili Iwanowitsch Komarow (russisch Василий Иванович Комаров, eigentlich Василий Терентьевич Петров/Wassili Terentjewitsch Petrow; * 1877, laut anderen Angaben 1878, im Gouvernement Witebsk, Russisches Kaiserreich; † 18. Juni 1923 in Moskau, Sowjetunion), bekannt als Der Wolf von Moskau, war ein russischer bzw. sowjetischer Serienmörder, der gestand, zwischen 1921 und 1923 33 Menschen ermordet zu haben und deshalb durch Erschießung hingerichtet wurde.

## Leben
Wassili Petrow wurde, je nach Quellenangabe, 1871, 1877 oder 1878 im Gouvernement Witebsk geboren. Er hatte fünf Brüder und es wird angenommen, dass beide Elternteile Alkoholiker waren, die ihre Kinder misshandelten.
In seiner Jugend diente Komarow für vier Jahre in der kaiserlich-russischen Armee. Während des Russischen Bürgerkrieges änderte er seinen Namen und hieß fortan Wassili Iwanowitsch Komarow. Im Alter von 40 wurde er wegen des Überfalls auf ein Geschäft verhaftet. Er soll sowohl gegenüber seiner Frau als auch gegenüber seinen beiden Kindern gewalttätig gewesen sein.

## Mordserie und Ermittlungen
Vom ausgehenden Jahr 1921 bis Anfang 1923 verfolgte die Polizei in Moskau eine Mordserie an einundzwanzig Männern, deren Leichen jeweils einzeln in Säcken gefunden wurden, die im Schabolowki-Viertel in Moskau auf den Müll geworfen wurden. Die Leichen wurden fast immer am Donnerstag und am Samstag gefunden, den Tagen, an denen Pferde in der Umgebung auf dem Pferdemarkt umgeschlagen wurden. Da Wasilli Komarow oft mit Kunden gesehen wurde, jedoch nur äußerst selten Pferde verkaufte, geriet er in Verdacht, mit der Mordserie in Verbindung zu stehen.
Als die Ermittler den Stall Komarows unter dem Vorwand, auf der Suche nach illegalem Alkohol zu sein, durchsuchten, entdeckten sie die Leiche seines letzten Opfers, bereits in einen Sack verpackt, unter einem Heuhaufen. Komarow wurde umgehend verhaftet und gestand dann schnell seine Verbrechen. Insgesamt gab er an, dreiunddreißig seiner Kunden ermordet zu haben.

## Prozess, Verurteilung und Hinrichtung
Der Mordprozess gegen Komarow begann am 7. Juni 1923 und fand in den Hallen des Moskauer Polytechnischen Museums statt, um die vielen Zuschauer beherbergen zu können. Bereits am frühen Morgen des 8. Juni wurde Komarow dazu verurteilt, innerhalb der nächsten Tage erschossen zu werden.
Am 18. Juni 1923 wurde das Urteil vollstreckt.